# تشاد غالاغر
تشاد غالاغر (بالإنجليزية: Chad Gallagher)‏ مواليد 30 مايو 1969 في روكفورد، هو لاعب كرة سلة أمريكي معتزل. بدأ مسيرته الاحترافية في سنة 1991. تم اختياره من قبل فريق فينيكس صنز خلال الدرافت. حمل الرقم 55. يبلغ طوله 6 قدم 10 بوصة (2.1 م). اعتزل اللعب في 2000. لعب مع بالونكيستو مالقا ويوتا جاز.

## روابط خارجية
- تشاد غالاغر على موقع إن بي أي (الإنجليزية)
- تشاد غالاغر على موقع سبورتس رفرنس (الإنجليزية)
- تشاد غالاغر على موقع الدوري الإسباني لكرة السلة (الإسبانية)
- تشاد غالاغر على موقع كرة السلة الأوروبية.كوم (الإنجليزية)
- تشاد غالاغر على موقع كلية كرة السلة في سبورتس رفرنس.كوم (الإنجليزية)
- تشاد غالاغر على موقع ريلجم (الإنجليزية)
- تشاد غالاغر على موقع بروبوليرز (الإنجليزية)
- تشاد غالاغر على موقع سبورتس رفرنس (الإنجليزية)